# Новий Білоус
Но́вий Білоу́с (стара назва: Ляхів Білоус, Євтухів Білоус) — село в Україні, центр Новобілоуської сільської громади Чернігівського району Чернігівської області. До 2018 орган місцевого самоврядування — Новобілоуська сільська рада.
Населення становить 1394 особи (01.08.2025).

## Географія
Село Новий Білоус розташоване на правому березі річки Білоус (притока Десни), за 11 км від районного центру та залізничного вузла Чернігів.

## Історія
В околицях сіл Новий Білоус, Деснянка і Кошівка виявлено поселення епохи неоліту (V—IV тисячоліття до н. е.), 5 поселень епохи бронзи (II тисячоліття до н. е.), 2 — періоду раннього заліза (VIII—III ст. до н. е.), 2 — ранньослов'янських перших століть н. е., а також 4 поселення і 3 курганни давньоруських могильника часів Київської Русі (IX—XIII ст.).
Перша письмова згадка про село Новий Білоус датується 1648 роком.
За даними на 1859 рік у козацькому й власницькому селі Новий Білоус (Євтухов) Чернігівського повіту Чернігівської губернії мешкало 793 особи (385 чоловічої статі та 408 — жіночої), налічувалось 126 дворових господарств, існувала православна церква.
Станом на 1886 у колишньому державному й власницькому селі Козлянської волості мешкало 566 осіб, налічувалось 126 дворових господарств, існували православна церква, постоялий будинок, 3 вітряних млини.
За переписом 1897 року кількість мешканців зросла до 698 осіб (341 чоловічої статі та 357 — жіночої), з яких всі — православної віри.
12 червня 2020 року, відповідно до розпорядження Кабінету Міністрів України № 730-р від «Про визначення адміністративних центрів та затвердження територій територіальних громад Чернігівської області», село увійшло до складу Новобілоуської сільської громади.
19 липня 2020 року, в результаті адміністративно-територіальної реформи та ліквідації колишнього Чернігівського району, село увійшло до складу новоутвореного Чернігівського району.

## Населення

### Мова
Розподіл населення за рідною мовою за даними перепису 2001 року:
| Мова            | Кількість | Відсоток |
| --------------- | --------- | -------- |
| українська      | 1317      | 94.48%   |
| російська       | 61        | 4.37%    |
| білоруська      | 12        | 0.86%    |
| вірменська      | 3         | 0.22%    |
| інші/не вказали | 1         | 0.07%    |
| Усього          | 1394      | 100%     |

## Економіка
17 травня 2016 року, у селі відбувся захід із нагоди початку будівництва заводу крохмало- та картоплепродуктів приватного багатопрофільного підприємства «Вимал». За проектом, об'єкт має стати найбільшим такого роду заводом в Україні.
В жовтні 2018 року завод з виробництва крохмалю виготовив перший крохмаль. Це найбільший в Україні завод з переробки картоплі на крохмаль потужністю 1200 тонн сировини на добу. Завод побудований за технічної підтримки данської компанії SiccaDania і став одним з найсучасніших виробництв в Європі на момент запуску.

## Відомі люди
- Свиридовський Анатолій Григорович (1922—1968) — Герой Радянського Союзу.

## Галерея

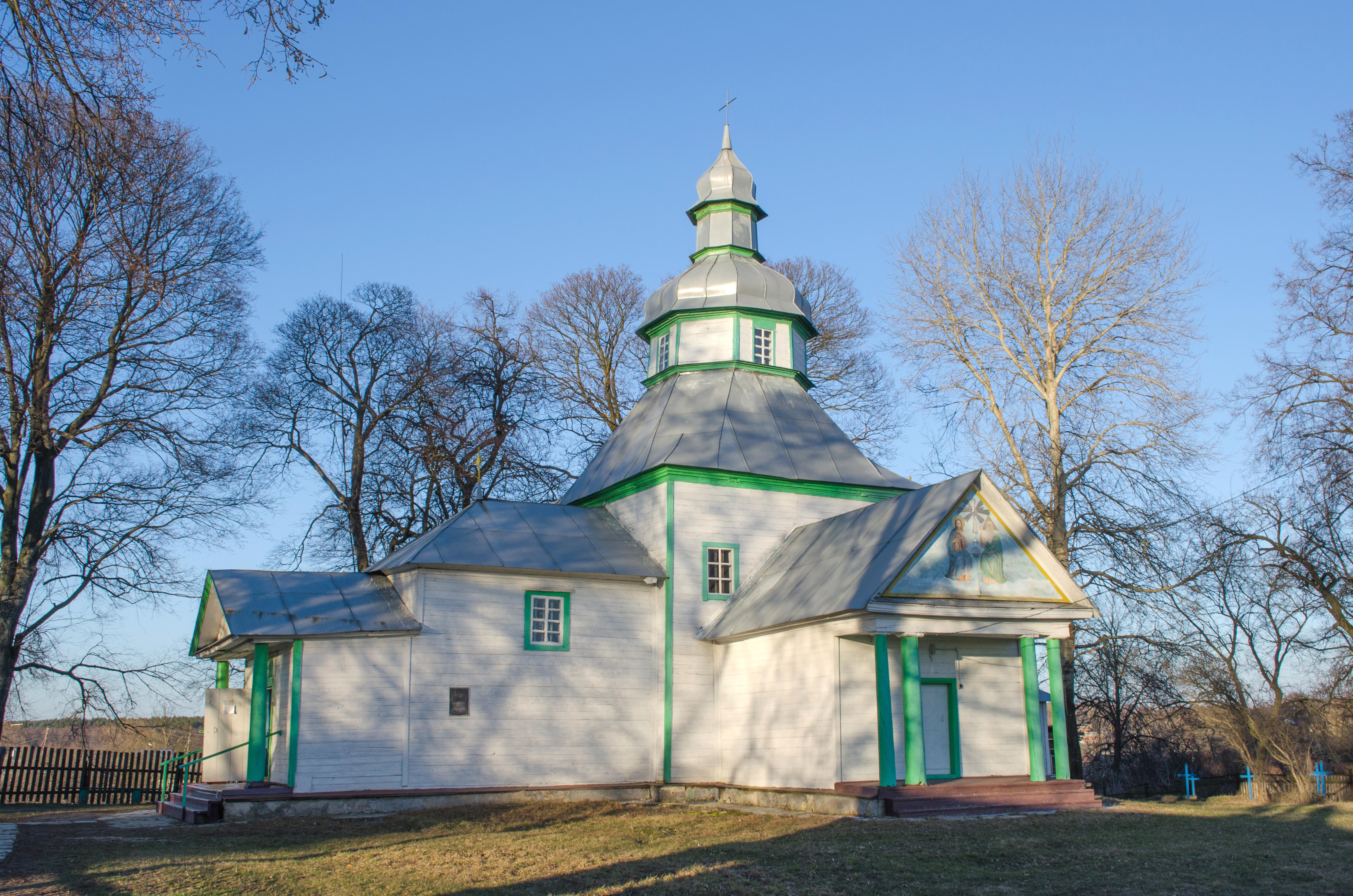
Троїцька церква (дер.), пам’ятка архітектури нац. значення (1646)
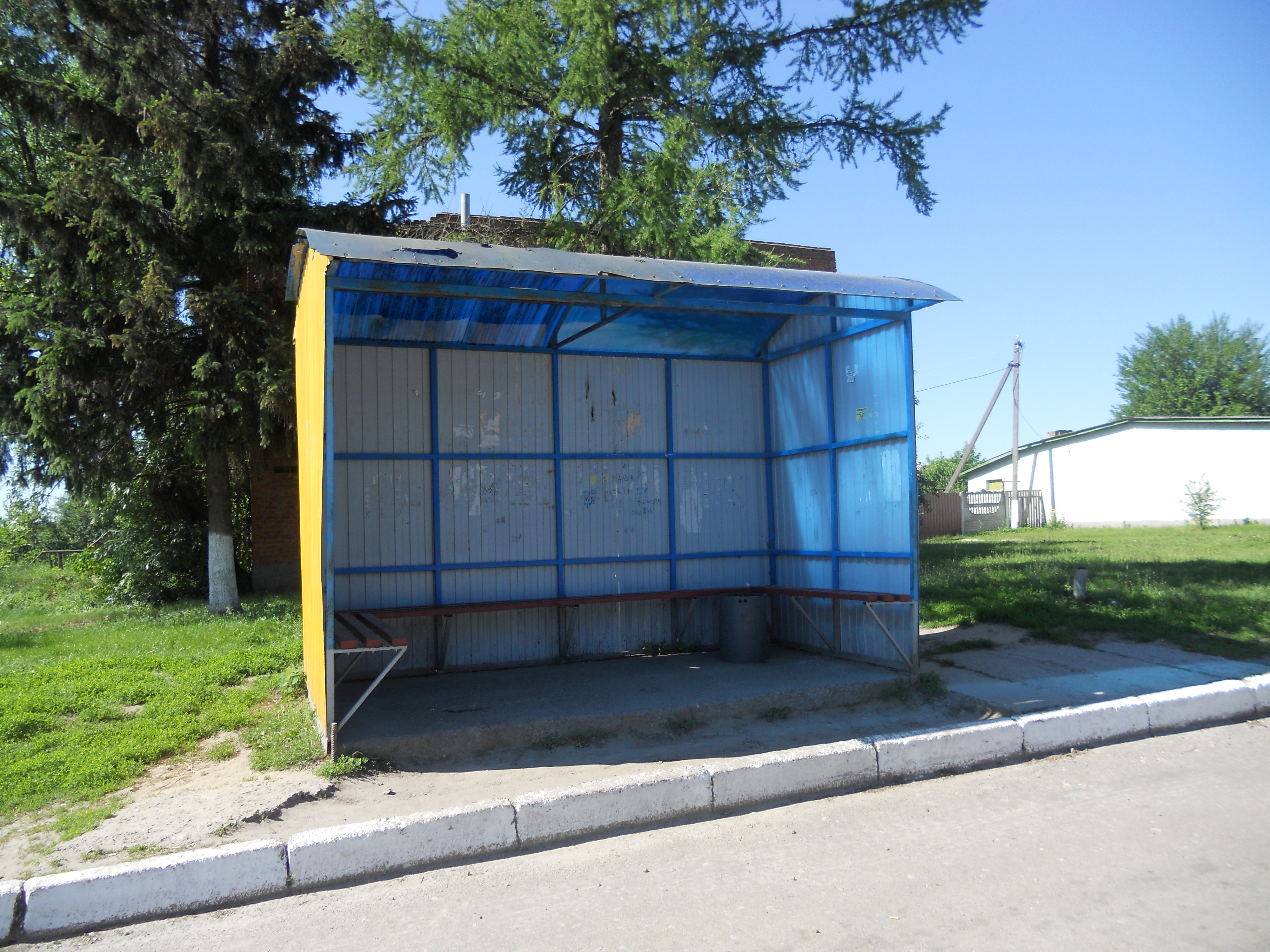
автобусна зупинка
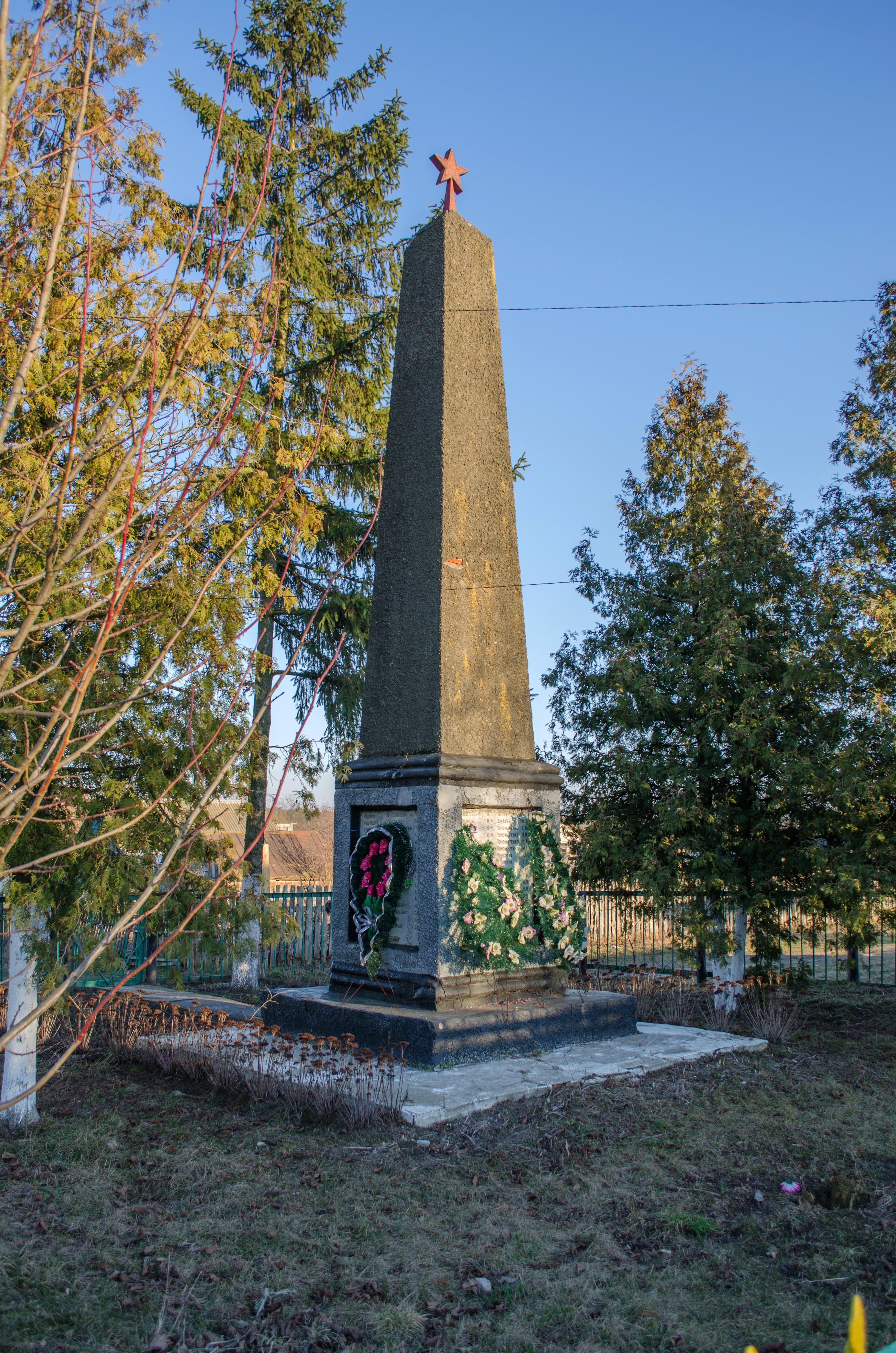
Пам’ятний знак 129 воїнам-односельчанам, які загинули в роки німецько-радянської війни 1941-1945 рр
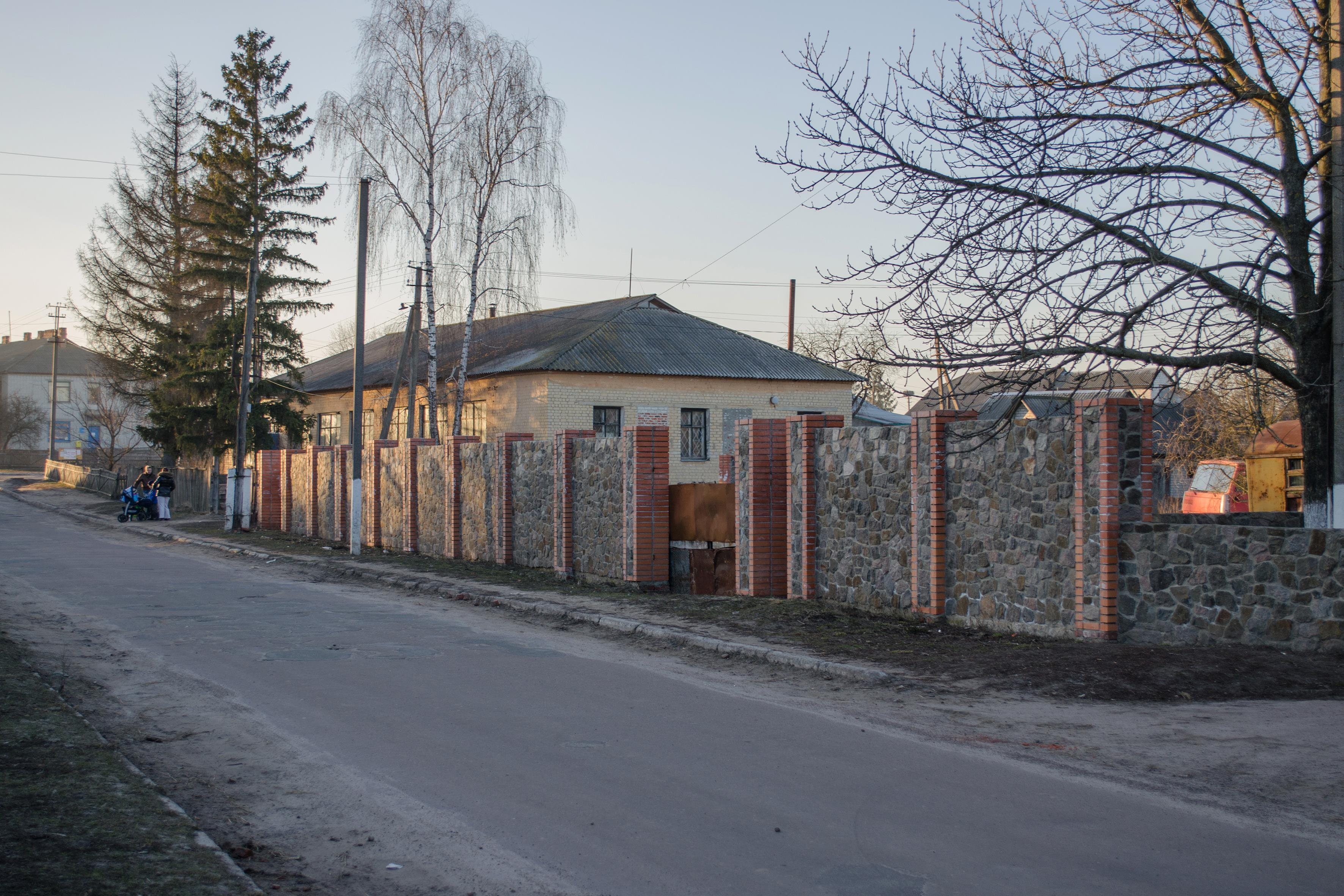
типова вулиця
школа
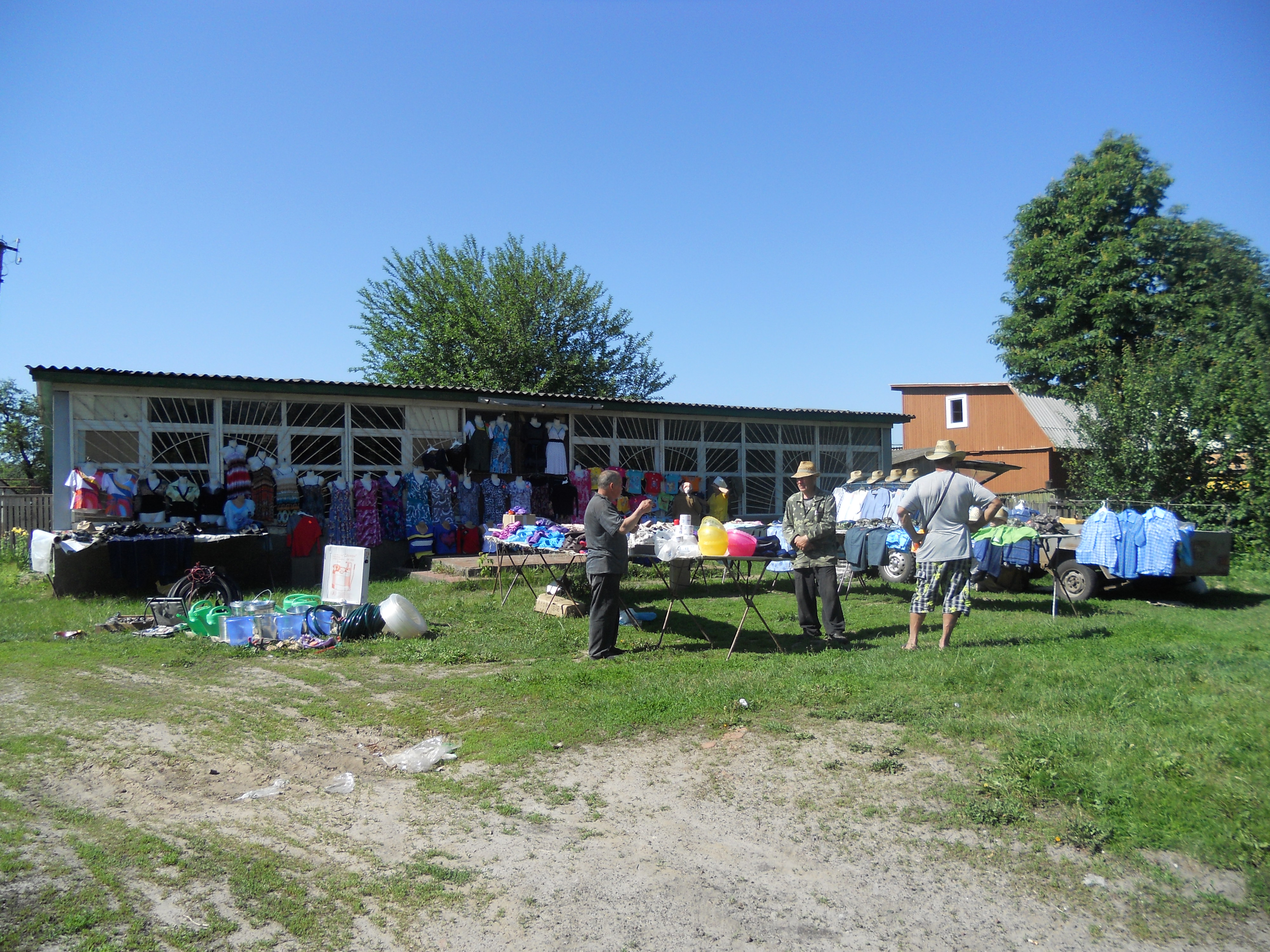
базар в центрі села
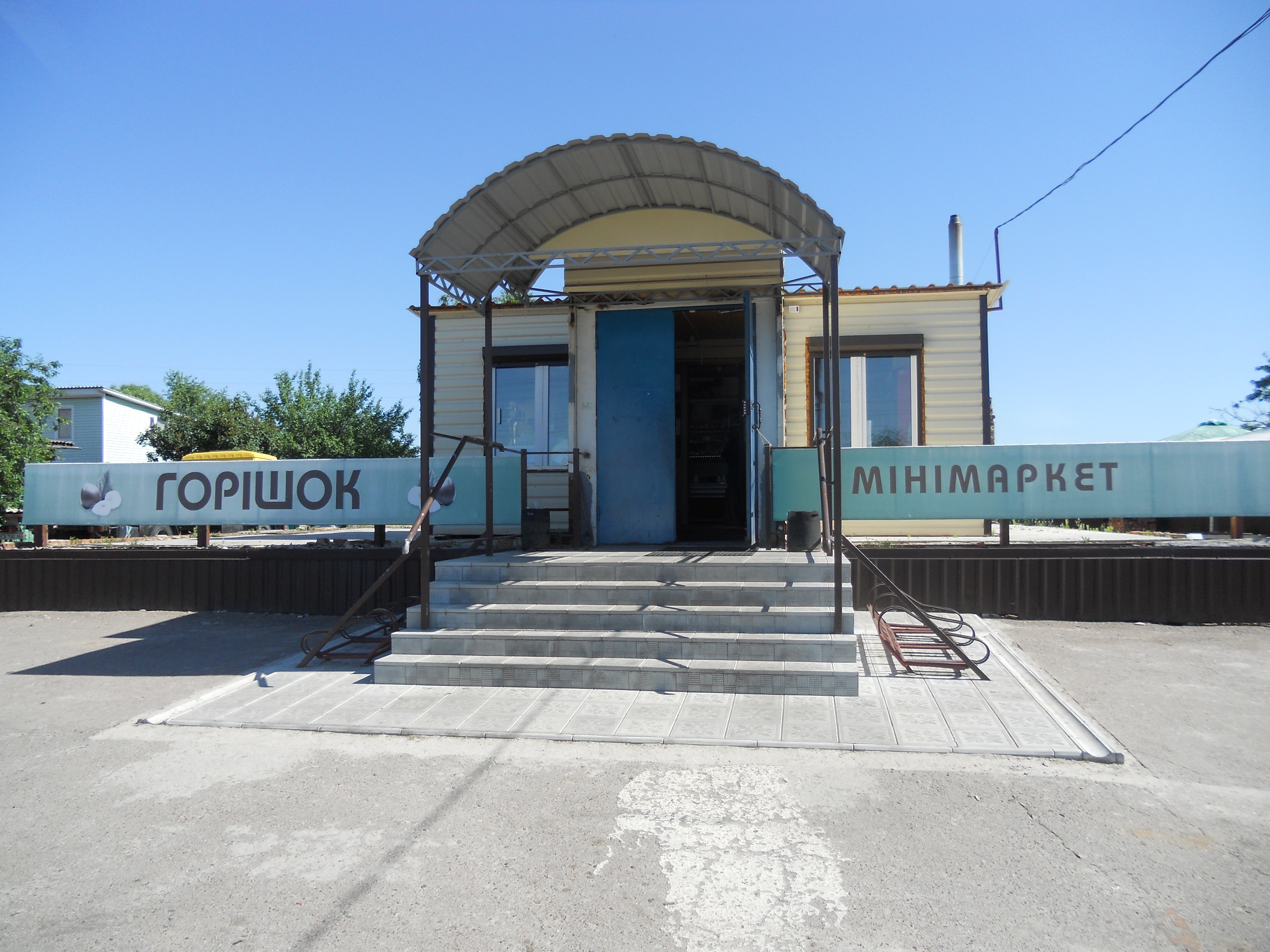
магазин "Горішок"
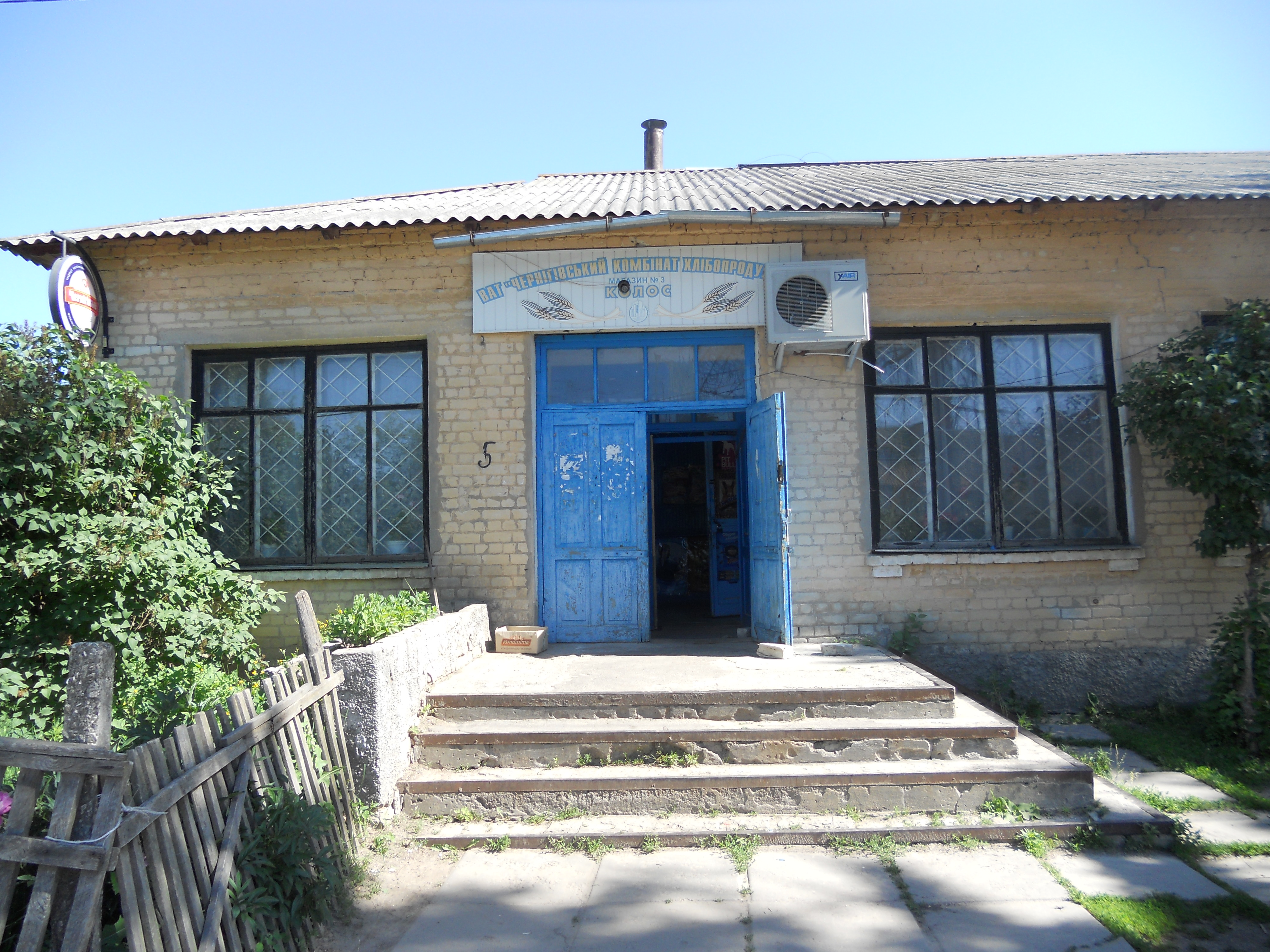
магазин "Колос"
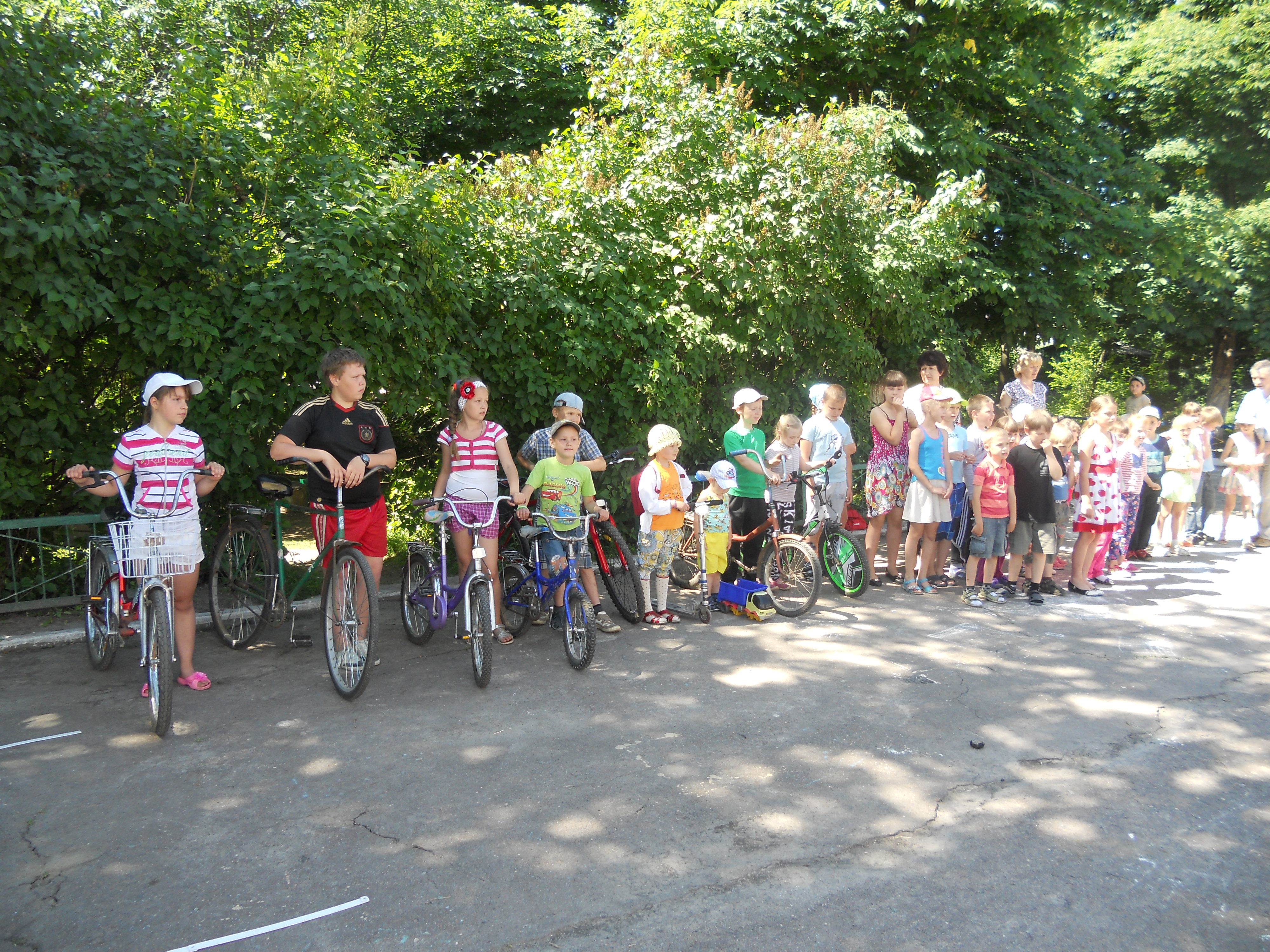
діти в школі
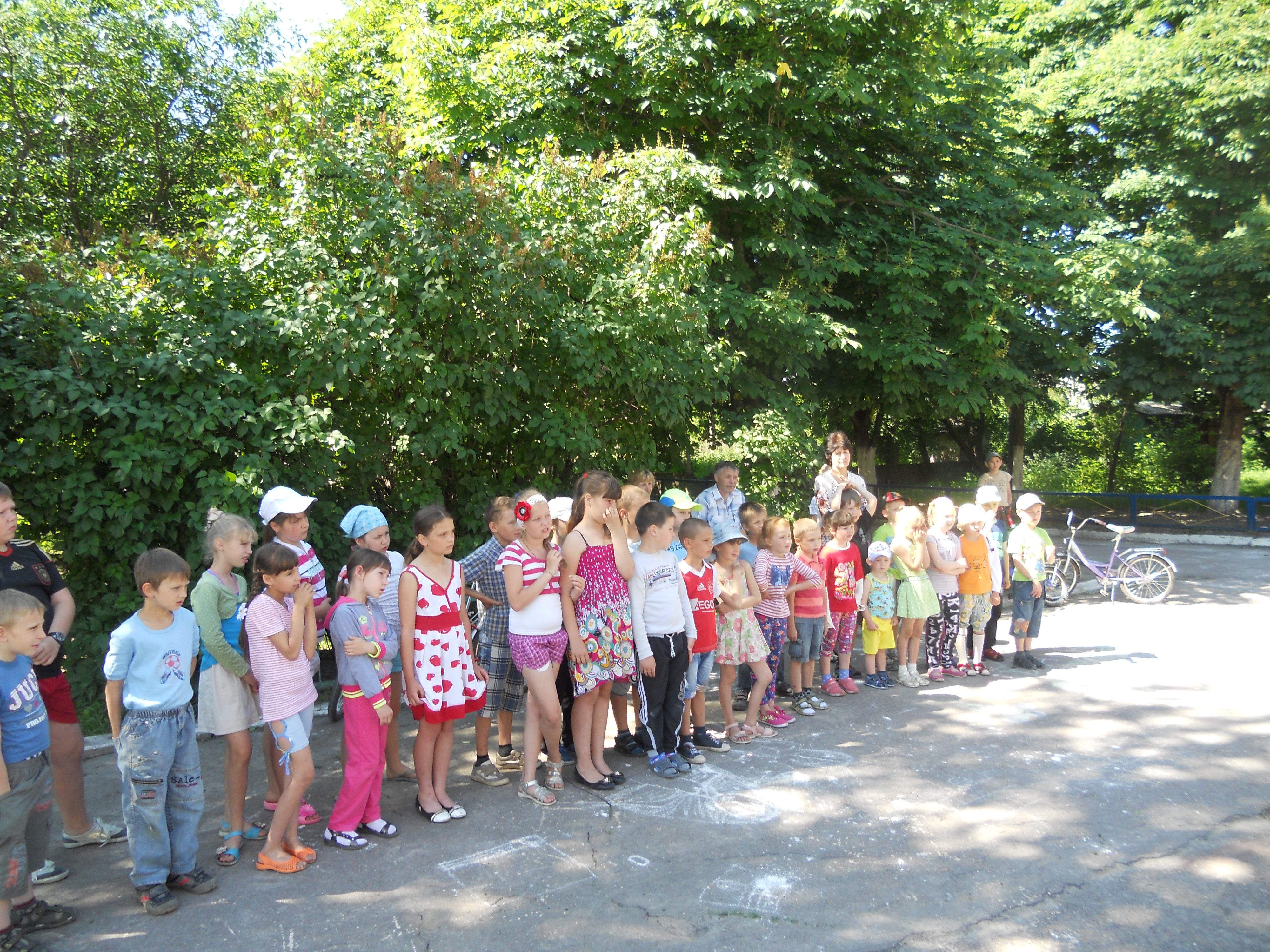
діти в школі
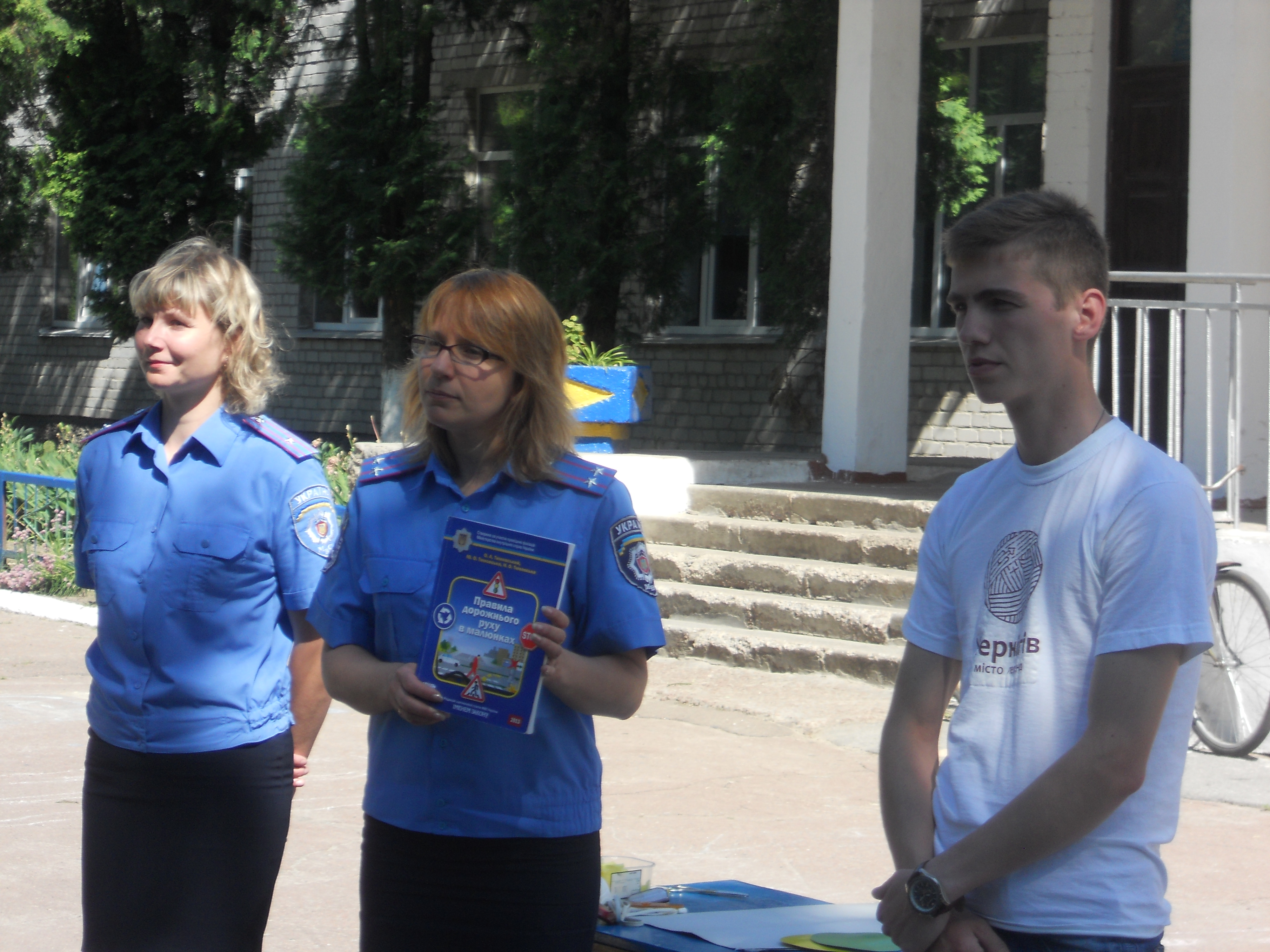
Представники Чернігівського ДАІ проводять день безпеки в школі